# Любново
Любново (пол. Lubnowo, нім. Liebenau) — село в Польщі, у гміні Плоскіня Браневського повіту Вармінсько-Мазурського воєводства.
Населення — 68 осіб (2011).
У 1975-1998 роках село належало до Ельблонзького воєводства.

## Демографія
Демографічна структура станом на 31 березня 2011 року:
|          | Загалом | Допрацездатний вік | Працездатний вік | Постпрацездатний вік |
| -------- | ------- | ------------------ | ---------------- | -------------------- |
| Чоловіки | 36      | 10                 | 20               | 6                    |
| Жінки    | 32      | 6                  | 19               | 7                    |
| Разом    | 68      | 16                 | 39               | 13                   |